# Boursinania
Boursinania là một chi bướm đêm thuộc họ Noctuidae.